# جود واتسون
جود واتسون (بالإنجليزية: Jude Watson)‏ (26 أكتوبر 1956، نيويورك في الولايات المتحدة)؛ كاتِبة مُتخصِّصة في أدب الأطفال وروائية أمريكية.